# 5304 Bazhenov
Az 5304 Bazhenov (ideiglenes jelöléssel 1978 TA7) a Naprendszer kisbolygóövében található aszteroida. Ljudmilla Vasziljevna Zsuravljova fedezte fel 1978. október 2-án.